# 長足衛蜈蚣
長足衛蜈蚣（学名：Rhysida longipes）为蜈蚣科衛蜈蚣屬下的一个种。其种加词“Longipes”意为“长足的”。